# Halberstadt C.III
Halberstadt C.III – niemiecki prototypowy dwumiejscowy dwupłatowy samolot rozpoznawczy z końcowego okresu I wojny światowej, zbudowany w 1917 roku w zakładach lotniczych Halberstadt, protoplasta udanego Halberstadta C.V
Halberstadt C.III był pierwszym z serii dwumiejscowych maszyn firmy Halberstadt, opracowanych pod koniec I wojny światowej. Wywodził się z dwumiejscowego samolotu myśliwskiego i wsparcia piechoty Halberstadt CL.II, ale był od niego większy, ze skrzydłami o większej rozpiętości, rozpartych dwoma parami słupków. Oblatany w październiku 1917 roku okazał się maszyną bardzo obiecującą, w związku z czym złożono zamówienie na próbną serię. Podczas kolejnych prób na początku lutego 1918 roku testy wykazały konieczność wzmocnienia konstrukcji i mniejszą od oczekiwanej prędkość wznoszenia. Zamiast poprawić C.III główny konstruktor Halberstadta, Karl Theiss, zbudował nowy samolot, C.V, oblatany na początku marca. Nowa maszyna zachowała skrzydła i silnik C.III, ale miała zupełnie nowy kadłub.
Halberstadt C.III był klasyczną maszyną o konstrukcji drewnianej, o kadłubie krytym sklejką i skrzydłach z pokryciem płóciennym. Nietypową cechą było zamontowanie dolnego skrzydła na dodatkowej belce, podobnej do okrętowego kilu, pod kadłubem, by powiększyć pionowy rozstęp między skrzydłami. 
Wyprodukowano jedynie 6 samolotów Halberstadt C.III.